# Wahlen in Niue 1972
Die Wahlen in Niue 1972 (General elections) wurden im pazifischen Inselstaat Niue am 18. März 1972 durchgeführt. Nur in fünf der elf Wahlkreise gab es einen Wahlkampf; in den anderen sechs Wahlkreisen wurden die Kandidaten ohne Gegenkandidaten gewählt.

## Ergebnis
Nach den Wahlen wurde Robert Rex als Leiter der Regierungsgeschäfte wiedergewählt und bildete einen vierköpfigen Exekutivrat:
- Robert Rex, Leader of Government Business, Finance and Government Administration
- Enetama Lipitoa, Health, Justice, Radio and Post Office
- Frank Lui, Works and Police
- Young Vivian, Agriculture, Economic Development and Marketing, Education

Kurz nach Abschluss der Wahlen wurde ein Sonderausschuss für Verfassungsentwicklung (Select Committee for Constitutional Development) eingerichtet, der sich mit Fragen wie dem Landrecht und dem künftigen Verhältnis zu Neuseeland befassen sollte. Dies führte 1974 zu einem Referendum über die Selbstverwaltung (1974 Niuean constitutional referendum).